# Mon vieux (album de Daniel Guichard)
Pour les articles homonymes, voir Mon vieux.
Albums de Daniel Guichard
La Tendresse
(1973) Daniel Guichard chante Édith Piaf
(1974)
Mon vieux est un album de Daniel Guichard, sorti en 1974. 
Les textes sont de Michelle Senlis, à l'exception de la chanson Mon vieux dont le texte initialement écrit par Michelle Senlis sera modifié par Daniel Guichard. Les musiques sont de Jean Ferrat.  

## Liste des titres
| No  | Titre                          | Durée |
| --- | ------------------------------ | ----- |
| 1.  | Mon vieux                      | 3:31  |
| 2.  | Quand Marie                    | 2:28  |
| 3.  | Les secondes                   | 2:53  |
| 4.  | Va où tu veux                  | 3:23  |
| 5.  | Faire semblant                 | 2:19  |
| 6.  | Vive le marié!                 | 2:31  |
| 7.  | Chanson pour Anna              | 3:14  |
| 8.  | Vivre à deux                   | 2:56  |
| 9.  | Quand tu penses à moi          | 3:15  |
| 10. | Finalement on s'habitue        | 3:44  |
| 11. | T'en souviens-tu Marie-Hélène? | 3:23  |
| 12. | Envoyez la musique             | 2:50  |